# Barcelona Cricket Club
El Barcelona Cricket Club, també anomenat Pak Barcelona Cricket Club, és un club de criquet de Barcelona, fundat l'any 2002 per Khalid Shabaz Chuhan. Des de l'any 2002 ha participat en diferents campionats d'àmbit català i fou el primer equip català que va participar en la Lliga espanyola de criquet, essent-ne subcampió el 2008. Entre d'altres èxits, destaca el campionat de la Copa espanyola de 2008, la Lliga Catalana de 2009 i la Copa Independència de 2013. Per altra banda, al no disposar d'un camp propi de criquet, ha disputat els seus partits en el Camp Municipal de Beisbol de Gavà, i posteriorment, en el Camp Municipal de Beisbol Carlos Pérez de Rozas. Juntament amb el Catalunya Tigers Cricket Club, va treballar en la promoció d'aquest esport a Catalunya, així com donar suport als jugadors de criquet en la creació de clubs esportius i fomentar el seu associacionisme. Fruit d'aquesta col·laboració es fundà al final de 2009 la Unió Esportiva Catalana de Clubs de Criquet.